# Sankomota
Sankomota war eine Band in Lesotho, die auch außerhalb des Landes erfolgreich war. Bis etwa 1979 hieß die Band Uhuru (Swahili für ‚Freiheit‘)

## Geschichte
Uhuru wurde 1976 in der Hauptstadt Maseru als Nachfolger der Band Anti Antiques gegründet. Zu den Mitgliedern gehörten Tsepo Tshola (eigentlich Tšepo Tšola), Frank Moki Leepa, Harebatho „Black Jesus“ ’Musa, Moss Nkofe und Moruti Selate. Manager war der Brite Peter E. Schneider, der damals in Lesotho lebte. Als Manager in den „schwarzen“ Townships im benachbarten Südafrika fungierte ’Musa. Der erste Keyboarder war ein afroamerikanischer Angehöriger des Peace Corps. Die Band wurde in Lesotho schnell bekannt. Sie waren unter anderem als Vorgruppe der US-amerikanischen Jazzmusiker Dizzy Gillespie und Monk Montgomery erfolgreich. Konzertreisen führten sie nach Südafrika und Swasiland. 1978 wurden die meisten Mitglieder der Band von südafrikanischen Behörden inhaftiert; gesucht wurde ’Musa, der aber entkommen konnte. In der Folge konnte die Band nicht in Südafrika auftreten, was sie in Lesotho noch populärer machte. Bei einem Konzert des Südafrikaners Hugh Masekela in den USA trat Tshola als Backgroundsänger auf. Die Band musste sich auf Druck der Plattenfirma etwa 1979 umbenennen, um nicht mit der jamaikanische Reggae-Band Black Uhuru verwechselt zu werden. Als neuer Name wurde Sankomota gewählt, das dem Text des Sankomota-Songs House on Fire entstammt.
Ihr erstes Album Sankomota mit Kompositionen von Frank Leepa und unterstützenden Bläsersätzen erschien 1983. Es war so erfolgreich, dass die Band zu einem längeren Aufenthalt in London eingeladen wurde. Der britische Saxophonist Kemal Kusabbi begleitete sie auf einer Deutschland-Tournee. Nach ihrer Wiederkehr 1987 veröffentlichten sie ihr Album Dreams Do Come True und gaben zahlreiche Konzerte in Lesotho und im übrigen südlichen Afrika, bei denen auch Kusabbi mitwirkte. Später folgten die Alben The Writing is on the Wall, Exploration – A New Phase und After the Storm. Um 1993 löste sich die Band auf; Tshola und Leepa begannen Solokarrieren und veröffentlichten weitere Alben. Ab den Ende der 1990er Jahre trat Leepa gelegentlich mit Sessionmusikern als „Sankomota“ auf. Leepa starb 2003, ’Musa starb im Mai 2010, Tshola im Juli 2021.

## Stil
Die Musik Sankomotas enthält überwiegend Elemente aus Jazz, Rock- und Soulmusik, aber auch von Musik des südlichen Afrika. Besondere Merkmale sind die ausdrucksstarke Stimme Tsholas und die in mehreren Sprachen gesungenen Texte, meist auf Englisch oder Sesotho, aber auch in anderen Sprachen Südafrikas.

## Diskografie
- 1983: Sankomota (Shifty)
- 1987: Dreams Do Come True (Gallo)
- 1989: The Writing is on the Wall (CCP Records)
- 1991: Exploration – A New Phase (CDFlame)
- 1993: After the Storm
- 1995: The Best of Tsepo Tshola & Sankomota (CCP Records)